# Escort (activité)
Pour les articles homonymes, voir Escort.

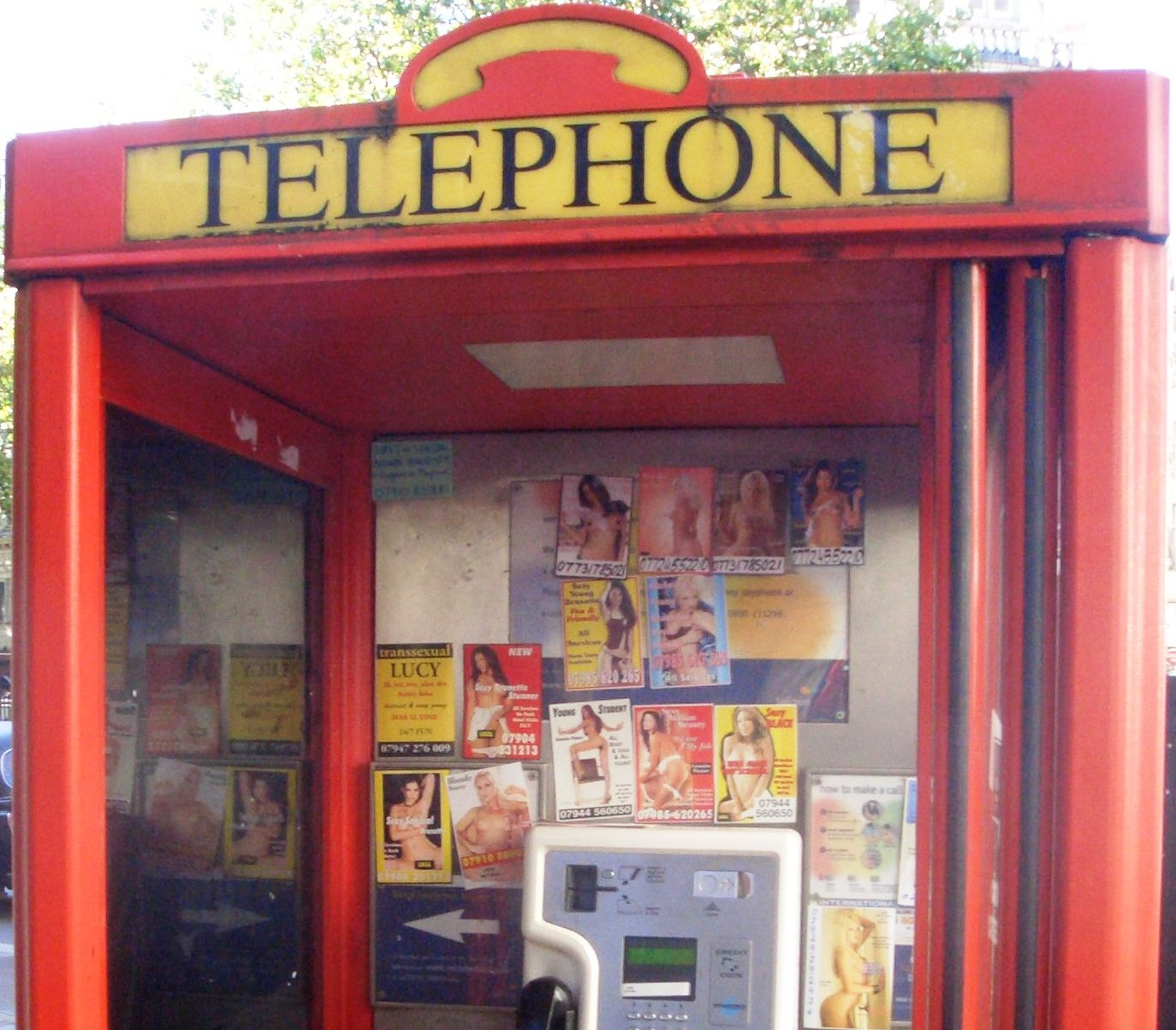
Affichettes proposant les services d’escorts dans une cabine téléphonique de Londres en 2005.

Le terme « escort », importé de l'anglais, désigne une certaine catégorie de personnes prostituées n'exerçant pas sur la voie publique, leur activité relevant dès lors de la prostitution d'intérieur, dite « indoor ».
Cette expression désigne aussi bien les hommes, les femmes ou autres : on peut parler, selon le genre de la personne concernée, d'« escort-girl » ou d'« escort-boy ». La définition se confond avec le terme plus ancien de « call-girl », qui désigne plus précisément les prostituées dont le premier contact avec leurs clients se fait par téléphone.

## Définition
Le terme « escort » désigne le plus souvent un service d'accompagnement qui, généralement, est associé à des services sexuels. De fait, l'utilisation du terme « escort » pour désigner des personnes prostituées travaillant à leur compte et dont le premier contact avec le client se fait par téléphone ou par Internet, tend à en faire aujourd'hui, de facto, un quasi-synonyme de « call-girl », auquel il a même parfois tendance à se substituer dans l'usage : les auteurs du rapport du service interministériel français de l'Inspection générale des affaires sociales (IGAS) de décembre 2012, consacré aux enjeux sanitaires des différentes formes de prostitution, emploient ainsi les termes « escort » et « escorting » pour désigner cette forme de prostitution.
Les personnes qualifiées d'escorts ne sont pas affiliées à un établissement, encore que certaines soient employées par des agences spécialisées[réf. nécessaire]. Bien souvent, et en fonction de ce que permet la législation du pays où elles exercent, ces personnes font la promotion de leurs services par de petits encarts dans les revues destinées à la gent masculine, par des affichettes qu'elles placent bien en vue sur des lieux fréquentés (par exemple, à une certaine époque et dans certains pays comme le Royaume-Uni, les cabines téléphoniques) et, plus récemment, par Internet ou encore par l'intermédiaire d'une agence impliquée surtout dans la prostitution haut de gamme comme celle de Deborah Jeane Palfrey[non neutre]. Dans ce dernier cas, quelques femmes sont recrutées par le personnel de l'agence mais la plupart s'adressent directement à elle. Certaines call-girls peuvent cependant dépendre d'un proxénète.
Les escorts pratiquent généralement des prix plus élevés que les prostitués qui exercent sur la voie publique[réf. nécessaire]. La call-girl travaille incall lorsque le client se rend chez elle et outcall lorsque la prostituée se rend chez le client ou dans tout autre endroit qu'il aura choisi.
Les femmes ou hommes qui optent pour cette profession le font le plus souvent pour des raisons financières mais certains y trouvent du plaisir. Notamment du fait que cela reste discret et qu'ils choisissent leurs clients la plupart du temps. Ils peuvent subvenir à leurs besoins financiers, tout en pratiquant une activité à laquelle ils s'adonnent habituellement. La non-reconnaissance de leurs professions rend cependant leur vie précaire et compliquée malgré les avantages financiers les premières années.
Si le terme escort boy est utilisé pour désigner les prostitués masculins, l'appellation « call-boy » ne semble pas exister ; on peut également parler de « gigolos », sachant par ailleurs que le mot gigolo peut aussi s'appliquer plus largement au cas d'un homme qui se ferait entretenir en échange de relations sexuelles, et n'est pas forcément synonyme de prostitution à proprement parler.[pas clair]

### Jargon
Du fait que la prostitution est illégale dans beaucoup de pays, l'industrie du sexe communique dans un jargon qu'elle a développé en lieu et place de locutions explicites (par exemple les termes anglais « incall » et « outcall »).
L'acceptation pour les travailleuses du sexe de pratiquer des baisers sur la bouche (en anglais : french kiss) ou des fellations varie beaucoup de l'une à l'autre. Des expressions comme DFK (Deep French Kissing, baiser bouche ouverte avec usage de la langue) et LFK (Light French Kissing, baiser bouche ouverte mais sans usage de la langue) sont habituels[non neutre] pour expliquer la façon dont la femme embrasse.
La fellation est identifiée par l'expression anglaise BBBJ (bare back blow job, fellation sans préservatif, bare signifiant « nu » en anglais). DATY (dining at the Y, dîner au Y) signifie que la femme autorise son client à pratiquer un cunnilingus. CIM (cum in mouth, sperme dans la bouche) signifie que la femme autorise l'homme à éjaculer dans sa bouche.
Une autre circonlocution familière dans le jargon des call-girls est GFE, sigle pour girlfriend experience (call-girl offrant l'expérience d'être une copine), souvent abrégé en « GF ». Ce terme implique habituellement que la femme soit affectueuse, accepte d'embrasser le client, se laisse masturber et également qu'elle pratique la fellation sans préservatif.
Une autre expression codée est niveau A ou classe A. Cette expression signifie que la call-girl pratique la sodomie avec le client (A signifiant « anal »). Aux États-Unis, cette affinité sera indiquée par Greek Welcome (« Bienvenue à la Grecque ») et, en Grande-Bretagne, elle mettra educated to A-levels, tandis que cette même expression, employée aux États-Unis, signifie que la call-girl est une « cinq étoiles » et que ses émoluments sont en rapport.
PSE (pour porn star experience) désigne une expérience où la travailleuse du sexe adopte un comportement sexuel plus agressif ou exubérant, en imitant souvent les pratiques observées dans les films pornographiques. Elle s'efforcera de satisfaire les demandes inhabituelles ou complexes de ses clients, en accomplissant diverses pratiques sexuelles, qui peuvent inclure des actes explicites comme ceux généralement associés à l'industrie du film pour adultes. Cependant, il est important de noter que cette expérience ne garantit pas l'exécution de toutes les pratiques vues dans le porno, mais elle reflète une approche plus audacieuse et performative de la sexualité.[réf. nécessaire]

D'autres termes incluent :
- MSOG (Multiple Shots On Goal) : Indique que le client peut éjaculer plusieurs fois pendant la session.
- COB (Cum On Body) : Éjaculation sur le corps de l'escort.
- COF (Cum On Face) : Éjaculation sur le visage de l'escort.
- Rimming : Stimulation orale de l'anus. ( Anulingus )
- Dominatrix (soft/hard) : Pratique de BDSM avec différents niveaux d'intensité, de léger à intense.
- Tantric : Techniques sexuelles ou sensuelles pour augmenter le plaisir.
- Quickie : Session rapide centrée sur l'efficacité.
- Fetish play : Jeu de rôle ou pratiques fétichistes comme les costumes ou scénarios spécifiques.

Ces termes permettent aux escorts et aux clients de communiquer efficacement tout en respectant les limites légales et personnelles. Il existe encore de nombreux autres termes utilisés dans l'industrie, chaque terme ayant une signification particulière adaptée aux préférences et pratiques des individus impliqués.

## Travail sans rapport sexuel
Bien que le travail d'une call-girl soit avant tout à caractère sexuel, tous les clients ne louent pas les services d'une call-girl exclusivement pour le sexe. Certains n'en veulent pas du tout.[réf. nécessaire] D'autres le font pour des motifs sociaux, comme la présence à une réception, ou simplement pour avoir une compagnie. Certaines call-girls se spécialisent dans le sadomasochisme tel que la domination ou autres thèmes fétichistes qui n'impliquent pas nécessairement de pénétration ou de contact physique mais reste considérés comme du travail du sexe.

### Call-girl-compagne
Des hommes d'un certain âge ou veufs louent parfois les services d'une call-girl pour se distraire en compagnie d'une femme attirante ou intelligente (cf. GFE GirlFriend Experience). L'agence de call-girls essaye de déterminer si c'est ce que veut le client et, dans ce cas, lui adresse la femme la plus cultivée, la plus instruite et la plus polie. Il n'est pas inhabituel pour ces call-girls de compagnie de recevoir d'importants pourboires ou des cadeaux de la part de leurs clients,. Catherine Deneuve campe ce genre de personnage dans le film Belle de jour. Elle s'y livre à la prostitution occasionnelle alors qu'elle est la riche épouse d'un interne en médecine.

## Au cinéma
- Belle de Jour, de Luis Buñuel (1967), avec Catherine Deneuve
- Nelly, d'Anne Émond (2016), avec Mylène Mackay
- Call Girl, de Mikael Marcimain (2012), avec Sofia Karemyr, Pernilla August
- Chloé, d'Atom Egoyan (2009), avec Julianne Moore et Amanda Seyfried
- Cliente, de Josiane Balasko (2008), avec Nathalie Baye et Éric Caravaca
- Diamants sur canapé, de Blake Edwards (1961), avec Audrey Hepburn et George Peppard
- American Gigolo, avec Richard Gere et Lauren Hutton
- Escort Girl, de Bob Swaim (1986), avec Sigourney Weaver et Michael Caine
- Girlfriend Experience, de Steven Soderbergh (2009), avec Sasha Grey
- Jeune et Jolie, de François Ozon (2013), avec Marine Vacth
- Klute d'Alan J. Pakula (1971), avec Jane Fonda
- Pretty Woman, de Garry Marshall (1990), avec Julia Roberts et Richard Gere
- True Romance, de Tony Scott (1993), scénario de Quentin Tarantino, avec Christian Slater et Patricia Arquette
- Very Bad Trip et Very Bad Trip 3 de Todd Phillips, avec Bradley Cooper, Ed Helms, Zach Galifianakis, Heather Graham et Justin Bartha
- The Escort de Will Slocombe, avec Lyndsy Fonseca, Michael Doneger, Bruce Campbell, Rumer Glenn Willis et Tommy Dewey
- Zero Theorem de Terry Gilliam avec Christoph Waltz, Mélanie Thierry et David Thewlis

## À la télévision
- La série télévisée britannique Journal intime d'une call girl diffusée sur ITV2 et sur Showtime aux États-Unis narre l'histoire d'une call-girl haut de gamme, cultivée, qui fait partie d'une agence[9]. La série est inspirée de l'histoire de Belle de Jour, une call-girl anonyme pendant des années.
- La série télévisée australienne Satisfaction créée par Roger Simpson raconte le quotidien de call-girls travaillant dans une maison close haut de gamme[non neutre] de Melbourne (la prostitution organisée étant légale en Australie). Elle a été diffusée en France sur la chaîne Paris Première (3 saisons).

## En littérature
- L'Échelle des sens, de Franck Ruzé
- Belle de jour de Joseph Kessel
- Calendar Girl de Audrey Carlan
- Lignes de Ryū Murakami

## Clientèles financièrement aisées
Des personnalités célèbres font parfois appel à des call-girls pour éviter, du fait de leur statut social, le problème d'un amour déraisonnable de la part d'une partenaire qui s'attachera à eux et n'acceptera pas de séparation ou vendra à la presse les détails de leurs relations. Dans le cas d'une call-girl, chaque partie connait sa position respective et ne la transgressera pas. Certaines célébrités vont jusqu'à se déplacer avec la call-girl en avion privé vers des destinations à la mode, descendant dans les suites d'hôtels luxueux, prenant leur repas dans les meilleurs restaurants, dansant dans les boîtes de nuit en vogue et jouant au casino. Habituellement, le client loue les services de la call-girl pour un court laps de temps au cours duquel il évaluera si cette dernière souhaite passer un plus long moment avec lui. Dans ce cas encore la présentation, l'intelligence, la façon de faire, l'amabilité et l'éducation de la femme entrent en ligne de compte. Dans le cas de certains clients richissimes, ces rendez-vous évoluent vers une fréquentation au long cours où la call-girl ou escort-girl s'apparente plus volontiers[non neutre] à une maîtresse.
Les revenus des call-girls ou escort-girls varient considérablement en fonction de divers facteurs. Dans les petites villes ou les zones moins aisées, les tarifs horaires peuvent se situer entre 50 et 150 dollars. Dans des villes de taille moyenne ou grande, les tarifs varient de 200 à 500 dollars de l'heure. Dans les grandes métropoles comme New York, Londres ou Dubaï, les escorts haut de gamme peuvent demander entre 600 et 2 000 dollars de l'heure, tandis que les escorts de prestige, adressant une clientèle VIP, peuvent facturer plus de 3 000 dollars de l'heure.
Pour des engagements plus longs, les tarifs augmentent proportionnellement :  
- **Réservations pour la nuit** : entre 500 et 10 000 dollars ou plus, selon l'exclusivité.
- **Compagnonnage de voyage** : entre 1 000 et 50 000 dollars, incluant souvent des frais de première classe pour les déplacements et l’hébergement dans des hôtels luxueux.
- **Présence à des événements privés ou soirées** : entre 500 et 5 000 dollars, selon la durée et les attentes.
Ces tarifs sont influencés par plusieurs éléments, notamment la réputation, l'expérience, l'apparence, et la capacité de l'escorte à répondre aux demandes spécifiques de clients fortunés. La localisation géographique joue également un rôle central : les escortes travaillant dans des villes à forte concentration de clients aisés peuvent facturer des tarifs significativement plus élevés.
Des hommes ont également opté pour ce métier et proposent leur service à des femmes esseulées, par exemple vivant loin de leur mari, mais également celles qui souhaitent simplement avoir une intimité sexuelle sans partenaire fixe. Elles achètent alors les services d'un homme pour assouvir leurs envies,,,.

## Visites guidées

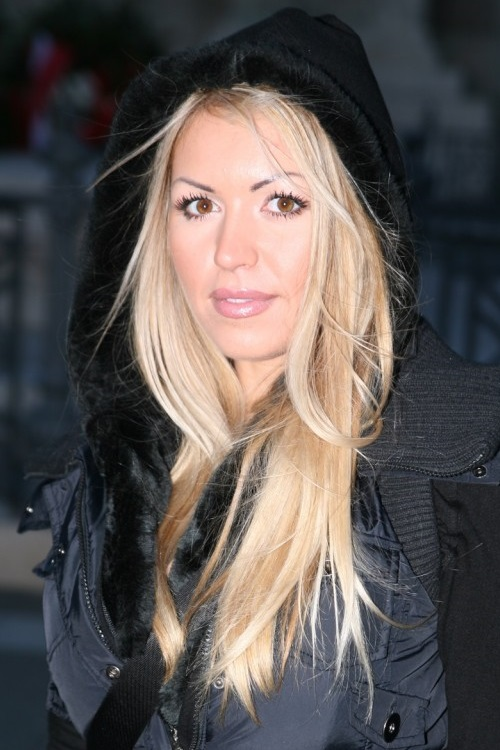
Anette Dawn, call-girl de luxe et ancienne actrice pornographique hongroise. Sa carrière de plus de vingt ans dans l'industrie du sexe et sa beauté ont fait d'elle l'une des prostituées les plus renommées au monde.

Les visites guidées de grandes villes telles que Paris, Rome, Amsterdam, Bruxelles ou Zurich — pour ne citer que celles-ci — sont courues. Des call-girls originaires surtout des pays de l'Est de l'Europe (Russie, Hongrie, Roumanie, Ukraine) sont « importées » pour de courtes périodes (n'excédant généralement pas deux semaines). Elles sont officiellement recrutées pour exercer le métier de guide touristique. Les agences retiennent pour elles une chambre dans un hôtel spécialisé (dit de passe) où elles peuvent recevoir des clients 24 heures sur 24[réf. nécessaire]. Ce système fait de nombreuses victimes parmi les call-girls qui sont implacablement exploitées pendant leur court séjour en Europe de l'Ouest. Vrai ou pas[non neutre], le fait prétendu que certaines de ces femmes soient citoyennes de l'Union européenne peut être un facteur de recrutement. Pour la clientèle, cela permet une rotation de call-girls, toujours renouvelées, pour un service varié et continu.

## Internet
En France, après le durcissement de la législation qui vise à réduire le nombre de prostitués dans les rues, certaines call-girls ou escort-girls travaillant indépendamment ainsi que nombre d'agences ouvrent des sites web. Internet devient une grande voie de recherche pour qui cherche une call-girl. Une photographie de l'escort s'affiche généralement ainsi que, dans certains cas, le(s) type(s) de service sexuel qu'elle est prête à accomplir. Certaines agences proposent un service très haut de gamme[non neutre] offrant un intérêt particulier : jumelles, anciennes actrices de films pornographiques, dominatrices ou, au contraire, femmes soumises.
Sur Internet, en 2017, les escorts sont présentes sur des sites de petites annonces généralistes dans la rubrique « Massages », sur des annuaires spécialisés, et sur des sites d'agences. Internet fournit de nombreuses listes de call-girls répertoriées sous différentes rubriques et situées dans des villes définies, dans différents pays, voire dans le monde entier. Habituellement, l'agence ou la call-girl est responsable du bon libellé des informations qu'elles diffusent.
Des clients passent en revue les prestations qui leur ont été fournies sur leur site web personnel. Ils peuvent même noter les call-girls en fonction de leur beauté physique, leur façon de se comporter et leurs performances sexuelles.